# Zygmunt Węgrzyn
Zygmunt Stanisław Węgrzyn (ur. 15 kwietnia 1927 w Częstochowie, zm. 25 stycznia 1997 tamże) – polski ekonomista, senator II kadencji.

## Życiorys
W 1951 został absolwentem Wyższej Szkoły Ekonomicznej w Częstochowie. Pracował krótko w przedsiębiorstwie przemysłu lniarskiego, następnie w latach 1953–1977 w Zjednoczeniu Kopalnictwa Rud Żelaza. Później do 1990 pozostawał zatrudniony w Przedsiębiorstwie Budowlano-Montażowym Hutnictwa „Montex”. Od 1980 należał do „Solidarności”.
W 1991 uzyskał mandat senatora II kadencji z województwa częstochowskiego. Był członkiem Komisji Gospodarki Narodowej, reprezentował w parlamencie Konfederację Polski Niepodległej.
W 1993 nie ubiegał się o reelekcję. Był żonaty, miał jedno dziecko. Pochowany na cmentarzu Rakowskim w Częstochowie.